# 盛世公主號
盛世公主號（Majestic Princess）是嘉年華集團子公司公主郵輪旗下的一艘郵輪。該郵輪由芬坎蒂尼集團建造，建造地點位於意大利蒙法尔科内，2017年4月起投入使用。
2022年11月中旬，盛世公主號在新西兰海域巡遊途中，船上爆發了2019冠狀病毒病疫情，有800名乘客和船員感染2019冠状病毒病疫情。